# Francesco Bartolomeo Conti
Francesco Bartolomeo Conti (Florencia, 20 de enero de 1681 o 1682 – Viena, 19 de julio de 1732) fue un compositor e instrumentista de mandolina y tiorba italiano. También escribió el libro de método de mandolina más antiguo que ha sobrevivido.

## Vida
Poco se sabe sobre la biografía de Conti. Nació en Florencia. En 1700 ya era conocido como teorbista no sólo en su Florencia natal, sino también en otras ciudades como Ferrara y Milán. La fama obtenida le permitió en 1701 conseguir el nombramiento como teorbista segundo en la corte de los Habsburgo en Viena con el mismo salario que el teorbista primero, Orazio Clementi.
En el carnaval de 1706 debutó como compositor de ópera con Cleotide y en 1713 fue nombrado compositor de la corte. En 1708, tras la muerte de Clementi, Conti fue ascendido a teorbista primero, cargo que ocupó hasta 1726. Ese mismo año fue elegido miembro de la Academia Filarmónica de Bolonia y en 1711 fue nombrado vicemaestro de capilla en Viena.
En abril de ese año, tras la muerte de su primera esposa, Theresia Kugler, Conti se volvió a casar con la prima donna Maria Landini, en aquel momento la cantante mejor pagada de Viena. Kugler cantó los papeles principales de soprano en las óperas de Conti de 1714 y 1721, pero falleció en 1722. Después de su muerte, Anna Maria Lorenzani fue nombrada prima donna y actuó en tres óperas más de Conti. Se convirtió en su tercera esposa en abril de 1725.
El 28 de agosto de 1723, Conti participó como teorbista en la primera representación del festival de ópera Costanza e Fortezza de Johann Joseph Fux. En 1726 y nuevamente entre 1729 y 1732, Conti visitó Italia por problemas de salud. Regresó a Viena en 1732, donde representó dos nuevas óperas, pero en julio del mismo año falleció. Le sucedió su hijo Ignazio Conti (Florencia 1699-1759).
En 1739, Mattheson en su Der vollkommene Capellmeister escribe sobre él:

Auszug eines Briefe aus Regensburg, vom 19, Oct. 1730,
Am 10. September iſt zu Wien der Kaiſerliche Compofitore di Muſica, Franceſco Conti, vermoͤge des, von dasigem Conſiſtorio über ihn erkannten Kirchen⸗Bannes, vor die Thuͤr de Cathedral⸗Kirche zu St. Stephan geſtellet worden. Es hatten zwar Ihro Kaiſerl. Maj. aus angebohener höchſten Milde, das dreimahlige Stehen auf eines geſeßet; nachdem ſich aber der Mann das erſtemahl, im Geſichte vieler hundert Perſonen, ſehr uͤbel aufgeführer‚ als iſt derſelbe den 17. Sept. zum andernmahl, vor obgedachte Kirch-Thüre, in einem langen, härenen Rock, ſo man ein Buß⸗Kleid nennet, zwiſchen zwoͤlff Rumor⸗Knechten, die einen Kreis um ihn geſchloſſen, mit einer brennenden ſchwartzen Kertze in der Hand, eine Stunde lang geſtellet worden; desgleichen auch am 24. dito geſchehen ſoll. Seine Speiſe iſt Waſſer und Brodt, ſo lange er unter der geiſtlichen Obrigkeit ſtehet; nach Ubergebung aber an die weltliche ſoll derſelbe dem von ihm geſchlagenen Geiſtlichen 1000 Guͤlden Schmertzen⸗Geld und noch  Unkoſten bezahlen, ſodann vier Jahr auf dem Spiel⸗Berge ſitzen, und nachgehends auf ewig aus den Oeſterreichiſchen Landen verwieſen werden: dieweil er, als er zum erſtenmahl vor der Kirch⸗Thuͤre geſtanden, eine ſo grobe und aͤrgerliche Unverſchaͤmtheit gebraucht. (d.i. dieweil er ſeine Geberden⸗Kunſt auſ das aͤrgſte angewandt hat). Vorgemeldter Hoff⸗Compoſiteur iſt darum zu ſolcher Straſſe verurtheilet worden, daß er an einen weltlich⸗Geiſtlichen gewaltthaͤtige Hand geleget, und ſelbigen mit vielen Schlägen uͤbel tractiret hat.'

Es iſt folgendes Epigramma auf ihn gemacht worden:

Non ea Muſa bona eſt, nec Muſica, compoſuifti

Quam Conti, tactus nam fuit ille clavis:

Et Baſſus nimium craſſus, neque confona clavis;

Perpetuo nigras hinc geris ergo Notas.

Extracto de una carta de Ratisbona del 19 de octubre de 1730.
El 10 de septiembre en Viena, el Compositore di Musica Imperial, Francesco Conti, fue expulsado de la Catedral de San Esteban en virtud de una excomunión pronunciada contra él por el Consistorio local. Su Majestad Imperial había reducido el castigo impuesto de tres a uno, por bondad innata; pero debido a que el hombre se portó muy mal esa primera vez, a la vista de muchos cientos de personas, como lo hizo la segunda vez el 17 de septiembre, cuando fue puesto ante las puertas de dicha iglesia durante una hora con un abrigo largo y peludo, llamado abrigo de penitencia, entre doce guardias que formaban un círculo a su alrededor, mientras sostenía en su mano una vela negra encendida; Lo mismo ocurrirá también el día 24. Su alimento es pan y agua mientras permanezca bajo la autoridad eclesiástica; después de su traslado a la institución secular, deberá pagar al sacerdote que fue golpeado por él 1 000 florines en concepto de indemnización y gastos, luego permanecerá en la cárcel durante cuatro años y posteriormente será expulsado de Austria para siempre: desde que se encontraba ante las puertas de la iglesia la primera vez utilizó un descaro muy incivilizado y vejatorio (es decir, utilizó su arte de gesticulación de la manera más perversa). El citado compositor de la corte ha sido condenado a tal castigo porque impuso violentamente las manos a un sacerdote y lo golpeó brutalmente.

Sobre él se ha hecho el siguiente epigrama:

No es buena musa, ni música, la que has
compuesto Conti, porque fue un toque pesado:
y el bajo es demasiado pesado, y la clave no es armoniosa:
por lo tanto, como resultado, llevas marcas negras para siempre.
Johann Mattheson (1739), Der vollkommene Capellmeister

## Obra
Aunque Il mio bel foco (Quella fiamma) se ha atribuido durante mucho tiempo al compositor y estadista veneciano Benedetto Marcello (1686-1739), algunos ahora identifican a Conti como el probable compositor de esta hermosa canción.
Conti también fue un excelente intérprete de la mandolina y escribió las primeras sonatas para este instrumento. Sus obras compuestas entre 1714 y 1725 fueron escritas principalmente para la temporada de carnaval o para celebrar cumpleaños y onomástica de los miembros de la familia imperial.
Handel reutilizó parte de la música de Conti para Cleotide en su pasticcio Ormisda (1730) presentado en el His Majesty's Theatre. Su música también fue apreciada por Johann Sebastian Bach, y la cantata Languet anima mea de Conti sobrevive en una versión manuscrita de 1716 arreglada por Bach (BWV deest 1006).
Entre sus obras se cuentan 16 óperas, de las que destacan:
- Cleótida (1706)
- Don Chisciotte en Sierra Morena (1719)
- Teseo en Creta.

Otras obras escénicas fueron:
| - Il trionfo dell'amicizia e dell'amore (1711), - Circe fatta saggia (1713), - Alba Cornelia (1714), - I Sattiri in Arcadia (1714), - Ciro (1715), - Il finto Policare (1716), - Sesostri,re di Egitto (1717), - Vespeto e Milo (intermezzo 1717), - Amore in Tessaglia (1718), - Astarto (1718), - Galatea venedicata (1719 revisada en 1724), - Cloris und Thyrsis (1719), - Alessandro in Sidone (1721), | - La via del saggio (1721), - Archelao, Re di Cappadocia (1722), - Pallade Triofante (1722), - Creso (1723), - Il trionfo della fama (1723), - Penélope (1724), - Meleagro (1724), - Griselda ( 1725), - Il contrasto della Belezza e el Tempo (1726), - Issicratea (1726), - L'ammalato immaginario (intermezzo 1727) e - Issipile (1732). |

Además de 9 oratorios, entre ellos:
- Il David perseguitato da Saul (1723) libreto de A. di Avanzo.
- David (1724) azione sacra per musica.

## Grabaciones seleccionadas
- Oratorio: David . Marijana Mijanovic, Simone Kermes, Birgit Christensen, Sonia Prina, Furio Zanasi, Vito Priante, Il Complesso Barocco, dir. Alan Curtis. Virgin Classics, 2006[8]
- Cantatas: Sventurata Didone. Fra cetre e fra trombe. Oberturas. Ulrike Hofbauer, Neue Hofkapelle München, dir. Martillo ORF, 2005
- Cantatas: Lontananza dell'amato. Ride il prato. Con più lucidi candori. Vaghi augelletti. Bernarda Fink, Ars Antiqua Austria, dir. Letzbor. Arcana.
- Cantatas: Lontananza dell'amato. Ride il prato. Con più lucidi candori. Vaghi augelletti. Rossana Bertini. Tactus.